# Colle di Pra Martino
Il Colle di Pra Martino, detto anche Pra Martino, (916 m) è un passo che collega la bassa Val Chisone alla Val Lemina in Piemonte. Il colle è anche base per escursioni ai monti Pianas (1042 m) e Rocciacotello (1035 m).

## Descrizione
Fin dal passato è stato un luogo di collegamento tra Villar Perosa  ed il comune di S. Pietro Val Lemina, attraverso il piccolo colle omonimo. Oggi è famoso soprattutto per gli sportivi, in quanto meta ciclistica apprezzata proprio per la possibilità di collegamento con la Val Lemina e la Valle di Grandubbione (comune di Pinasca). Inoltre i numerosi sentieri, soprattutto verso S. Gouliardo, la Fraita e S. Benedetto, sono apprezzati anche dagli amanti della corsa, del softair, del cavallo e, in inverno, per il fondo e le passeggiate con le ciaspole.

## Ciclismo
.

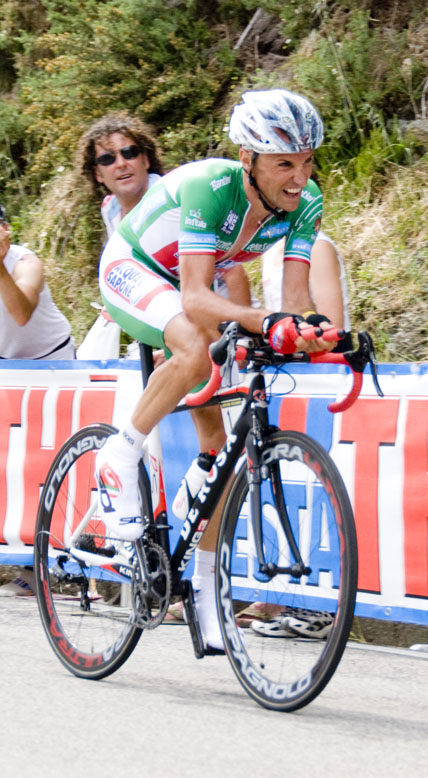
Stefano Garzelli, protagonista di giornata e autore di una fuga di oltre 130 km (di cui 100 in solitaria)

La salita di Pra Martino è stata inserita come Gran Premio della Montagna di 2ª categoria per la prima volta nella storia del Giro d'Italia il 19 maggio 2009, in occasione della 10ª tappa; la Cuneo-Pinerolo. La frazione di gara, che con i suoi 262 km è stata la più lunga dell'edizione del centenario, avrebbe dovuto ripercorrere la storica tappa vinta in solitaria nel 1949, con 192 chilometri di fuga, da Fausto Coppi su Gino Bartali.
Problemi di transito in alta montagna e difficoltà con le frequenze radio in Francia hanno imposto la modifica del tracciato facendo saltare il lungo sconfinamento in territorio transalpino, e sostituendo il passaggio sui colli della Maddalena, del Vars, dell'Colle dell'Izoard e del Monginevro con i valichi del Colle del Moncenisio e del Sestriere, l'ascesa di Pra Martino, lo scollinamento a San Maurizio e l'attraversamento del centro storico di Pinerolo. La tappa è stata vinta da Danilo Di Luca che, avvantaggiatosi sull'erta finale di Via Tosel, è riuscito a precedere di una decina di secondi sul traguardo i suoi diretti inseguitori.
Il Tour de France è transitato a Pra martino per la prima volta nell'edizione del 2011, durante la 17ª tappa Gap-Pinerolo di 179 km, vinta per distacco dal norvegese Edvald Boasson Hagen.
Lista delle tappe transitate a Pra Martino:

### Giro d'Italia
| Edizione         | Tappa | Percorso       | km  | Vincitore di tappa |
| ---------------- | ----- | -------------- | --- | ------------------ |
| 2009 (19 maggio) | 10ª   | Cuneo-Pinerolo | 262 | Danilo Di Luca     |

### Tour de France
| Edizione         | Tappa | Percorso     | km  | Vincitore di tappa   |
| ---------------- | ----- | ------------ | --- | -------------------- |
| 2011 (20 luglio) | 17ª   | Gap-Pinerolo | 179 | Edvald Boasson Hagen |

## Storia

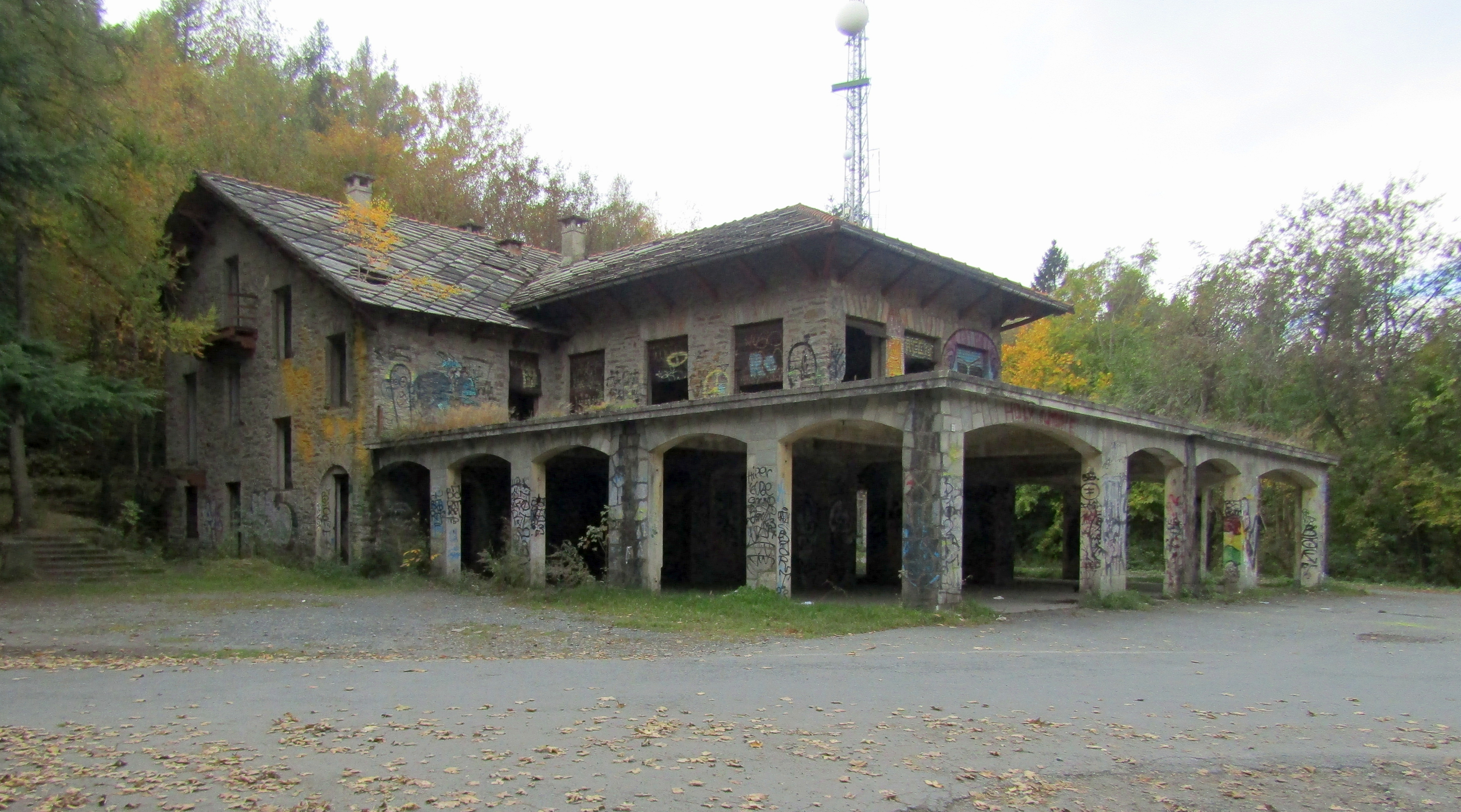
Il vecchio albergo

- Nel quadro delle iniziative di sviluppo che la famiglia Agnelli attuò in Val Chisone, in corrispondenza del valico fu realizzato negli anni Venti del Novecento un albergo[4], ed il colle venne collegato al fondovalle con una strada.[5] L'albergo è stato poi abbandonato ed è diventato con il tempo sede di raduni non autorizzati e rave party.[6]

## Folklore
- Al colle è legata una leggenda secondo la quale nella zona vissero il brigante Barabio Cotello (o Barabicio), dal quale deriverebbe il nome del monte Rocciacotello (o "Rocca Coltello"), in omaggio alla specialità del criminale, richiamata anche nell'aspetto morfologico delle rocce che celavano il suo nascondiglio, e dei misteriosi soldati che una tradizione ed il toponimo locale "Camp d'arlanda", liberamente interpretato, vogliono irlandesi[7]. Il loro fortino, sorto presso il colle, sarebbe stato costruito con i pali rubati dai vigneti di S.Pietro Val Lemina.